# Binnaz Uslu
Binnaz Uslu (* 12. März 1985 in Ankara) ist eine ehemalige türkische Leichtathletin, die im Mittel- und Langstreckenlauf sowie im Hindernislauf an den Start geht.

## Sportliche Laufbahn
Erste internationale Erfahrungen sammelte Binnaz Uslu bei den Crosslauf-Weltmeisterschaften 2003 in Lausanne, bei denen sie nach 27:23 min auf den 98. Platz im U20-Rennen gelangte. Anschließend gewann sie bei den Balkan-Meisterschaften in Thiva in 2:06,92 min die Silbermedaille im 800-Meter-Lauf hinter der Rumänin Alina Cucerzan. Zudem gewann sie bei den Junioreneuropameisterschaften in Tampere in 9:23,10 min die Silbermedaille über 3000 Meter und belegte mit der türkischen 4-mal-400-Meter-Staffel in 3:43,91 min den siebten Platz. Daraufhin schied sie bei der Sommer-Universiade in Daegu mit 2:07,27 min im Vorlauf über 800 Meter aus und siegte dann in 2:10,04 min und 4:31,74 min über 800 und 1500 Meter bei den Balkan-Juniorenmeisterschaften in Constanța. Im Dezember wurde sie dann bei den Crosslauf-Europameisterschaften in Edinburgh in 16:24 min Zehnte im U20-Rennen. Im Jahr darauf lief sie bei den Crosslauf-Weltmeisterschaften 2004 in Brüssel nach 22:37 min auf dem 39. Platz im U20-Rennen ein und im Juli gewann sie bei den Balkan-Meisterschaften in Istanbul in 2:06,47 min die Silbermedaille über 800 Meter hinter der Rumänin Elena Antoci und sicherte sich im 1500-Meter-Lauf in 4:21,60 min die Bronzemedaille hinter Antoci und Sonja Stolić aus Serbien und Montenegro. Daraufhin erreichte sie bei den Juniorenweltmeisterschaften in Grosseto das Finale über 800 Meter, ging dort aber nicht mehr an den Start. Anschließend nahm sie an den Olympischen Sommerspielen in Athen teil und schied dort mit 2:03,46 min in der ersten Runde über 800 Meter aus. Im Dezember siegte sie dann bei den Crosslauf-EM in Heringsdorf in 11:33 min im U20-Rennen.
Bei den Crosslauf-Weltmeisterschaften 2005 in Saint-Étienne lief sie nach 14:11 min auf dem 24. Platz im Kurzrennen ein und im Juli gewann sie bei den Mittelmeerspielen in Almería in 2:02,68 min die Bronzemedaille über 800 Meter hinter den Französinnen Laetitia Valdonado und Élisabeth Grousselle und sicherte sich auch mit der 4-mal-400-Meter-Staffel in 3:40,75 min die Bronzemedaille hinter den Teams aus Spanien und Frankreich. Anschließend ging sie bei den U23-Europameisterschaften in Erfurt im Finale über 800 Meter nicht mehr an den Start und siegte in 15:57,21 min im 5000-Meter-Lauf. Daraufhin schied sie bei den Weltmeisterschaften in Helsinki mit 2:03,73 min in der ersten Runde über 800 Meter aus und gewann dann bei den Studentenweltspielen in Izmir in 2:01,42 min die Silbermedaille über 800 Meter hinter der Russin Swetlana Kljuka und kam über 5000 Meter nicht ins Ziel. Im Dezember wurde sie bei den Crosslauf-Europameisterschaften in Tilburg in 20:43 min 28. im Einzelrennen. Im Jahr darauf lief sie nach 14:06 min auf dem 59. Platz bei den Crosslauf-Weltmeisterschaften in Fukuoka ein. Im September siegte sie in 16:10,59 min über 5000 Meter bei den Balkan-Meisterschaften in Zenica und sicherte sich im 3000-Meter-Lauf in 9:28,48 min die Silbermedaille hinter der Griechin Maria Protopappa. Im Dezember siegte sie in 18:47 min im U23-Rennen bei den Crosslauf-Europameisterschaften in San Giorgio su Legnano. 2007 wurde sie bei den Crosslauf-Weltmeisterschaften 2007 in Mombasa disqualifiziert, nachdem sie kurz darauf eine positive Dopingprobe abgab und wurde daraufhin für zwei Jahre bis 2009 gesperrt.
2010 schied sie bei den Europameisterschaften in Barcelona mit 4:12,04 min im Vorlauf über 1500 Meter aus und verpasste auch über 3000 m Hindernis mit 10:15,28 min den Finaleinzug. Im Dezember gewann sie bei den Crosslauf-EM in Albufeira in 26:57 min die Silbermedaille im Einzelrennen hinter der Portugiesin Jéssica Augusto. Im Jahr darauf siegte sie in 9:33,50 min über 3000 m Hindernis bei den Sommer-Universiade in Shenzhen und sicherte sich auch in 15:41,15 min über 5000 Meter. Anschließend startete sie im Hindernislauf bei den Weltmeisterschaften in Daegu sowie bei den Crosslauf-EM. Im Jahr darauf trat sie bei den Europameisterschaften in Helsinki und bei den Olympischen Sommerspielen an, jedoch wurde sie 2014 bei einer erneuten Kontrolle der Dopingproben der Weltmeisterschaften 2011 erneut des Dopings überführt und alle ihre Ergebnisse seit den Weltmeisterschaften annulliert. 
2003 wurde Uslu türkische Meisterin im 1500-Meter-Lauf.

## Persönliche Bestzeiten
- 800 Meter: 2:00,94 min, 31. Juli 2004 in Heusden-Zolder
- 1500 Meter: 4:11,36 min, 20. Juni 2010 in Budapest
- 3000 Meter: 9:09,82 min, 6. Juni 2010 in Bursa
- 5000 Meter: 15:41,15 min, 20. August 2011 in Shenzhen
- 3000 m Hindernis: 9:33,50 min, 19. August 2011 in Shenzhen